# 山口大学教育学部附属光中学校
国立大学法人山口大学教育学部附属光中学校（こくりつだいがくほうじんやまぐちだいがくきょういくがくぶふぞくひかりちゅうがっこう）は、かつて山口県光市室積八丁目にあった国立中学校。山口大学教育学部の附属学校であった。

## 沿革
- 1947年（昭和22年） - 山口師範学校女子部附属中学校として開校。
- 1949年（昭和24年） - 山口大学の発足に伴い、山口大学山口師範学校附属光中学校に改組。
- 1951年（昭和26年） - 山口師範学校廃校により山口大学教育学部附属光中学校と改称。
- 1957年（昭和32年） - 9月に現在地に移転。
- 2004年（平成16年） - 国立大学法人法の規定により国立大学法人となる。
- 2025年  (令和7年) - 義務教育学校への移行により廃校

## 偏差値
偏差値は56程度と、県内トップである。

## 環境
- 山口県光市室積の室積半島（象鼻ヶ崎）の先端部分に位置している。校舎は御手洗湾に面しており、背後には瀬戸内海国立公園内で、天然記念物の峨眉山樹林のある峨眉山がある。海と山に囲まれ、大変自然が豊かな環境にある学校である。

## 年間行事
- 4月 - 入学式、修学旅行(3年)
- 5月 - 前期教育実習
- 9月 - 学園祭「附中祭」
- 10月 - 後期教育実習
- 11月 - オープンスクール
- 2月 - 立志の集い(1年)
- 3月 - 卒業式、新入生仮入学

### 学園祭（附中祭）
年一度、九月に行われる「附中祭」という学園祭は学校最大の行事である。1982年（昭和57年）から「体育部門」「広場部門」「文化部門」に分かれて9月上旬の連続する3日間を使用し、「附中祭」が行われている。第1回は、「附中祭」ではなく、「附中フェスティバル」としてスタートした。
従来「体育祭」「文化祭」をそれぞれ別々に開催していたが、大学の付属校としての学事日程及び3年生の進学への影響を考慮して一緒に行うこととし、（つなぎとしての）「広場部門」を含む現在の形態で始まった。従って、当初は「体育部門」「広場部門」「文化部門」の順に全て学校の敷地内で行われていたが、文化部門の発表が高度化するにつれて、設備的に付属小学校体育館ではまかないきれなくなったために、90年代半ばに、現在の様に「文化部門」は市民ホールで行う形となった。これと時期を同じくして、「文化部門」「広場部門」「体育部門」の順が一般的となり、現在に至っている。
生徒会長・副会長などのいわゆる生徒会役員だけにより、予算の執行を含め全て生徒の手によって自立した企画・運営がなされており、この点で、他の学園祭と一線を画す。附中祭を行うにあたっては、毎年年間統一テーマ（通例は、漢字2文字の熟語（「挑戦」「超越」など）であるが、必ずしも通例に従う必要はなく、「青春全力疾走」のようなテーマを掲げた年もある。）を決定し、そのテーマに向かって「附中祭」を中心とした当該年度の生徒会活動が行われる。また、毎年、附中祭テーマソングが生徒の手によって作られ、附中祭に華を添えている。
- 附中祭の準備のために、夏休み明け後も2週間程度一切授業を行わない。また、体育部門が終了したその翌日に係とクラブの反省と学校内を元に戻す作業がある。
- 文化部門の目玉は合唱コンクールである。夏休み前から選曲・練習をして、夏休みもほぼ毎日クラスごとに練習に励む。
- また、文化部門では演劇や曲、ダンス、等が発表される。
- 広場部門は生徒の参加を主体としたカジュアルな文化祭のようなものである。附中生自らや、その保護者や地域の方々が楽しむことを目的に行われる。クラブの発表や、生徒たちによる（ステージでの）コントや歌、手品など生徒参加型の企画も多い。
- 体育部門はいわゆる体育祭で、意地とプライドをかけた戦いをする。また、昼休憩の前のフォークダンスでは、男女共に手を取り合い曲に合わせてリズミカルにステップを踏んで踊るという伝統的な催しなどもある。

## 部活動
運動部
- 野球部（現在活動休止中）
県大会で１位になった経歴（2012年10月・2014年7月）を持つ。
- 男子バスケットボール部
中国大会などに顔を出すなど市内では比較的強豪チームである。[要出典]
- 女子バスケットボール部
- 男子ソフトテニス部
- 女子ソフトテニス部
- サッカー部
- バレー部
- 卓球部

文化部
- 弦楽部
2016年11月、全国大会に出場し、銀賞を獲得。
2021年11月、全国大会に出場し、銀賞を受賞。
2023年 7月、全国大会出場の推薦を獲得。
2023年11月、全国大会に出場し、銀賞を受賞。
2024年7月、県大会で最優秀賞を受賞。 　
2024年10月、2024グランドコンテスト全国大会最優秀賞受賞。 　
また、新人演奏会にも出場
2025年度から、弦楽合奏団に変更、小学校の合奏班と合併
- サイエンス部
- 美術部
- 写真部

## 同窓会
- 同窓会長 松岡満寿男（元自民党衆議院議員）